# Dégorgement

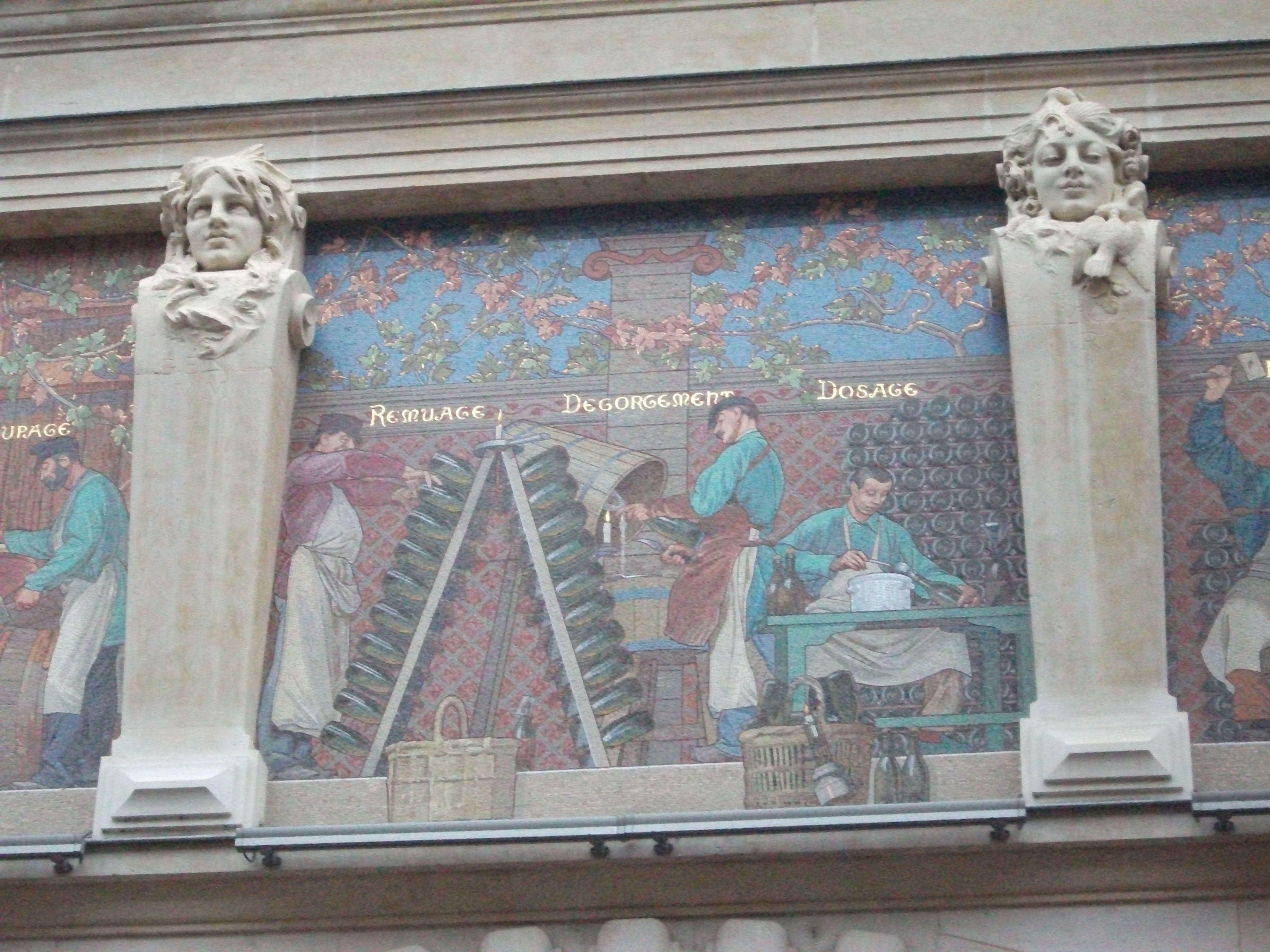
Remuage dégorgement dosage

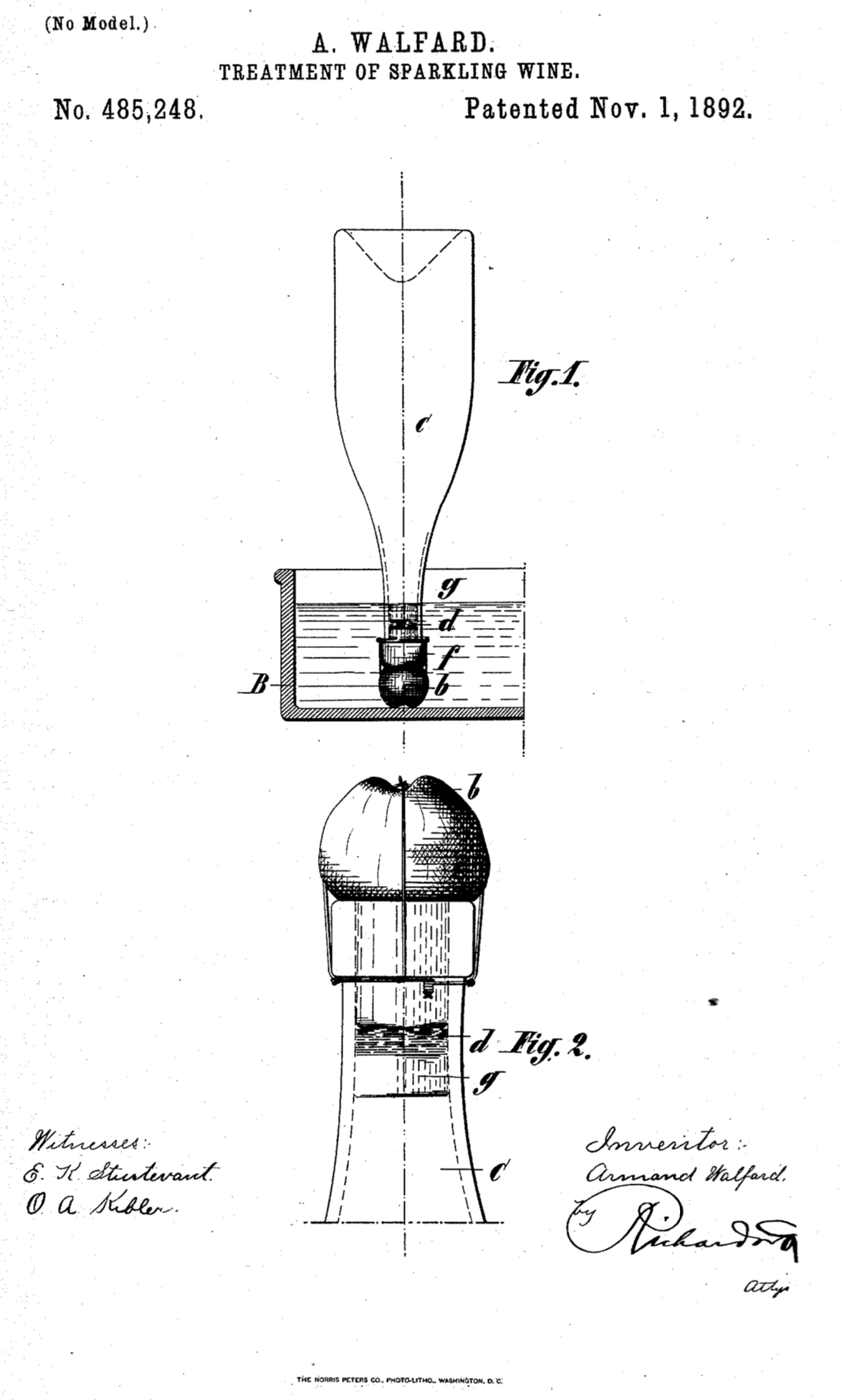
Walfard A. - Dégorgement

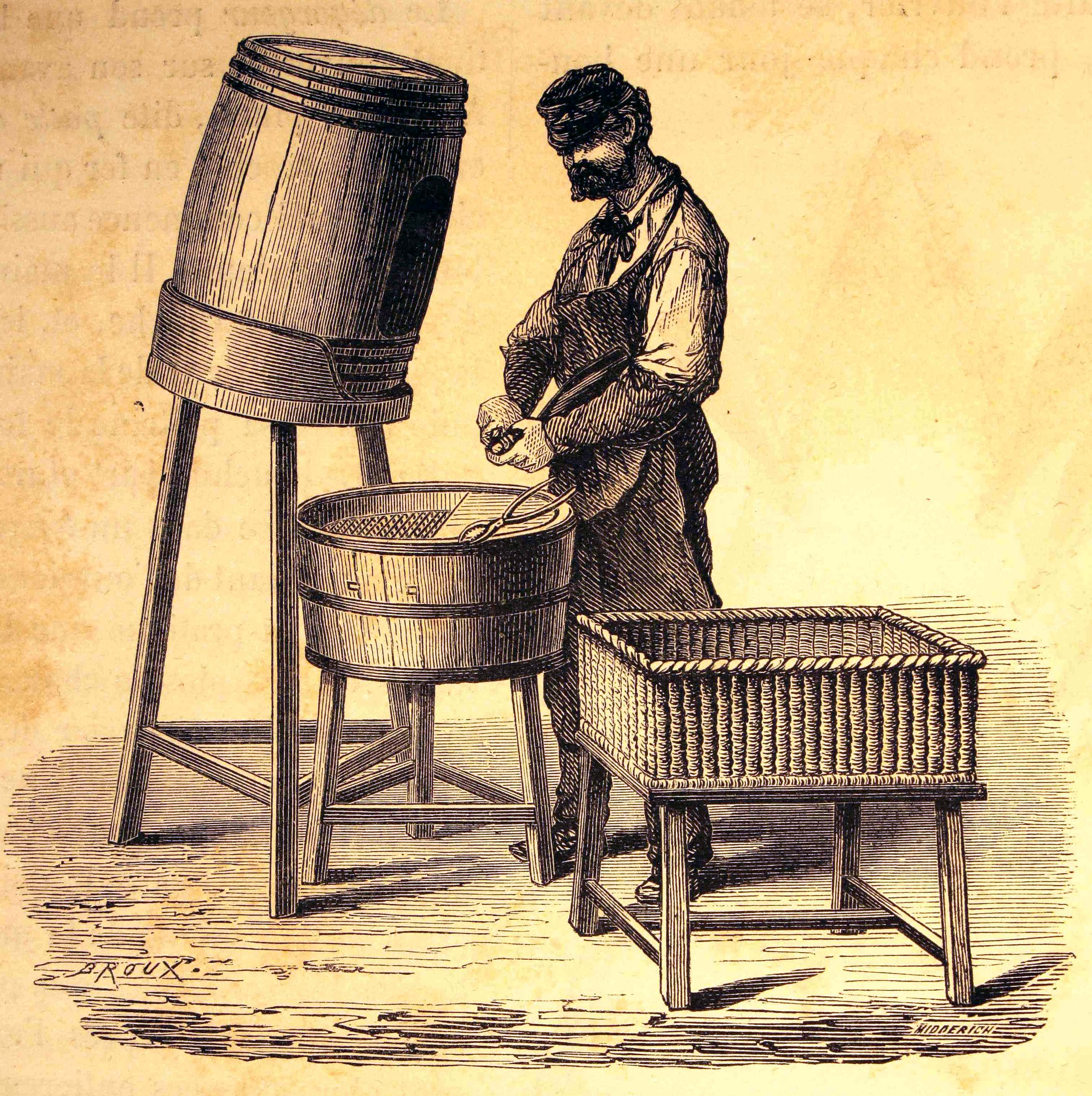
Les merveilles de l'industrie, 1873 "De ontgisting".

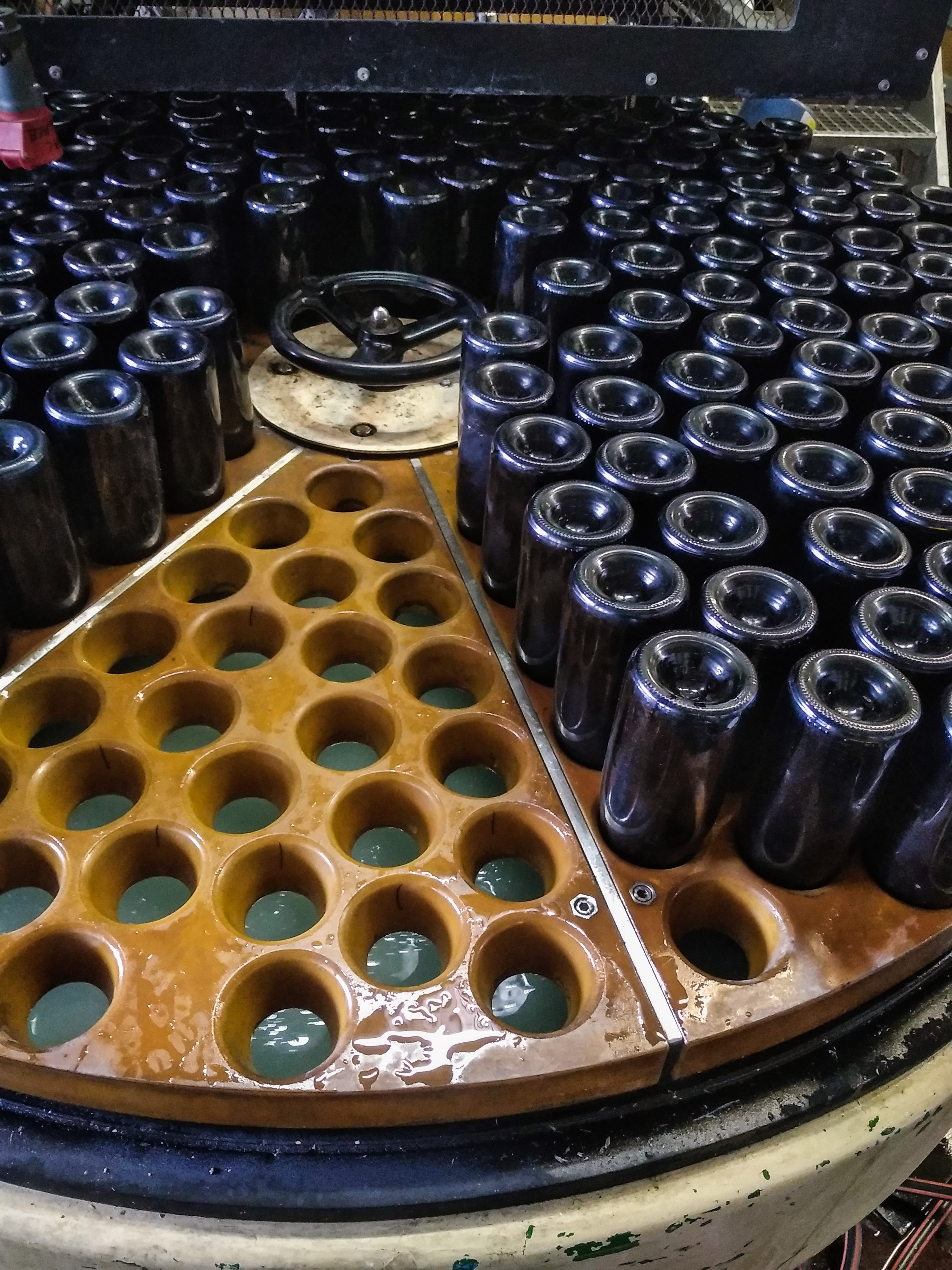
Saumure pour dégorgement effervescent

De dégorgement of ontgisting is een van de bewerkingen die champagnes ondergaan tijdens de méthode traditionnelle. De met de liqueur de tirage ingebrachte gist wordt uit de fles verwijderd, meestal door het in pekel bevriezen van de flessenhals. Door de druk in de fles wordt de bevroren gistprop in de hals met kracht uitgedreven. Dat wordt de dégorgement à la glace genoemd. Deze methode werd door Léon Binet, oprichter van het champagnehuis Binet, uitgevonden. Voor die tijd was de dégorgement à la volée in zwang. Daarbij werd de fles ontkurkt, snel opgericht en gevuld met liqueur d'expédition voordat de definitieve kurk werd geplaatst.
Ook bij bijzondere bieren die op gist zijn gebotteld, zoals DeuS, en andere volgens de méthode traditionnelle gemaakte wijnen wordt de dégorgement toegepast.

## Datum van dégorgement
De dégorgementdatum geeft aan wanneer de ontgisting is uitgevoerd. Dit is nuttige informatie voor wijnliefhebbers, omdat het invloed heeft op de perceptie en verdere rijping van de wijn na dégorgement.
- Het is een indicator van versheid en evolutie want na het dégorgement ontwikkelt de wijn zich sneller. Dit omdat hij niet langer beschermd wordt door het gistbezinksel in de fles. Wijnliefhebbers kunnen de wijn drinken op het voor hun gewenste rijpingsniveau (frisser of meer geëvolueerd) als ze deze datum kennen.

- Het vermelden leidt tot transparantie en traceerbaarheid, aangezien deze datum informatie biedt over de geschiedenis van de wijn en zijn rijpingsstadium.
- Tot slot is er een marketing- en educatie-aspect. Sommige producenten gebruiken dit als een manier om zich te onderscheiden en om consumenten bewust te maken van het effect van dégorgement op de wijn door de oxidatie met het contact aan de lucht.

### Toepassingsaspecten
- Het vermelden van de dégorgementdatum is niet verplicht, maar sommige producenten kiezen ervoor dit vrijwillig te doen.

- Het beheer is complex waardoor niet alle producenten deze datum willen toevoegen. Het vergt een strikte opvolging van de verschillende dégorgements.
- Sommige consumenten denken ten onrechte dat een recent gedégorgeerde wijn beter is, terwijl bepaalde champagnes tijd nodig hebben na dégorgement om zich volledig te ontwikkelen.

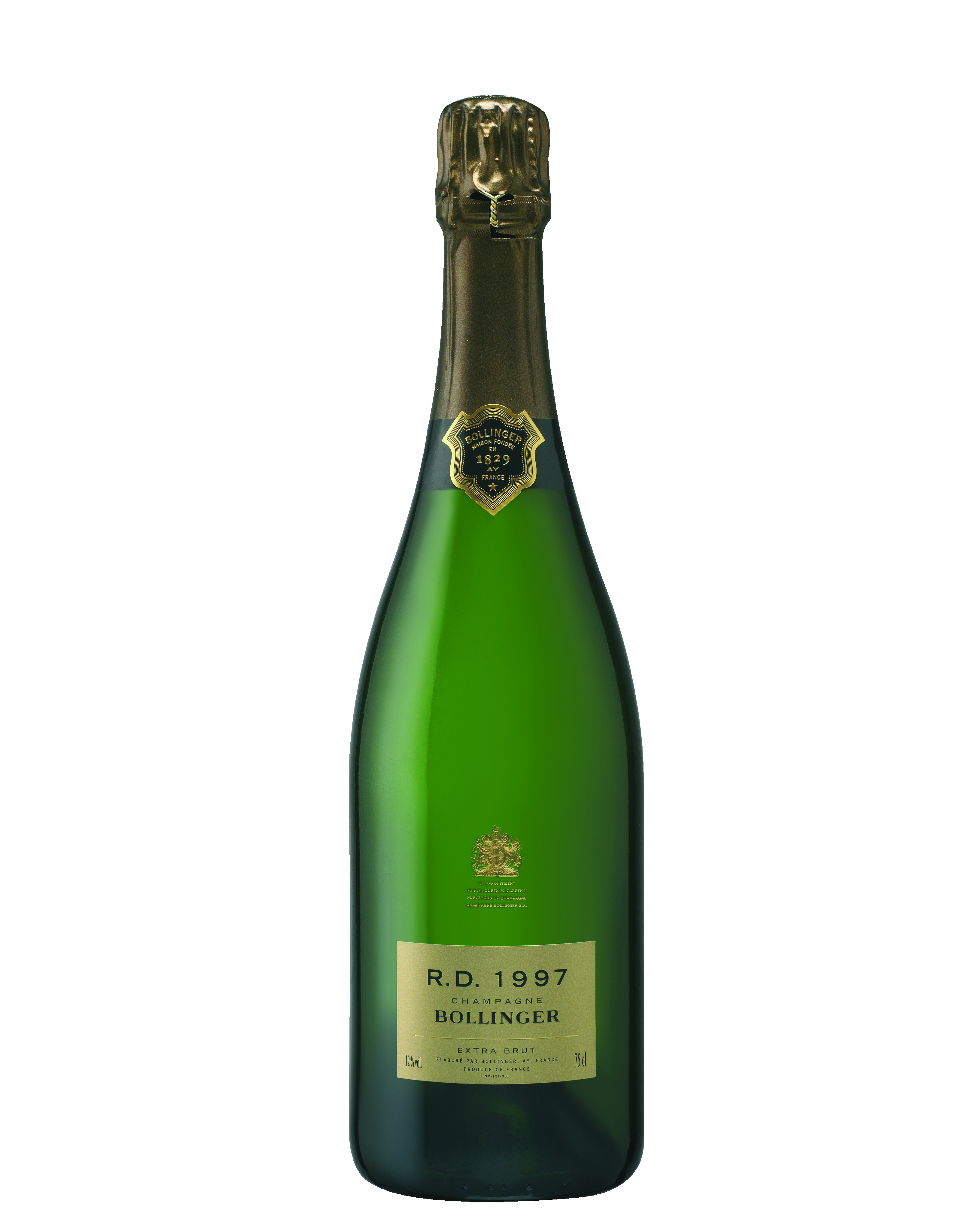
Bollinger RD 1997

### Voorbeelden
- Bollinger vermeldt sinds de eerste uitgave in 1967[3] de dégorgementdatum op zijn R.D.(Récemment Dégorgé)-cuvées. Het betrof een cuvée uit 1952.
- Jacquesson gebruikt de term Dégorgement Tardif (D.T.). Deze cuvées rijpen 5 jaar extra sur lattes.
- Selosse en De Sousa passen deze praktijk ook toe om meer transparantie te bieden en de verschillen tussen productiebatches te benadrukken.